# Nektarnik przylądkowy
Nektarnik przylądkowy (Anthobaphes violacea) – gatunek małego ptaka z rodziny nektarników (Nectariniidae), jedyny przedstawiciel rodzaju Anthobaphes. Występuje endemicznie w Republice Południowej Afryki, nie jest jednak zagrożony. Nie wyróżnia się podgatunków.

## Morfologia

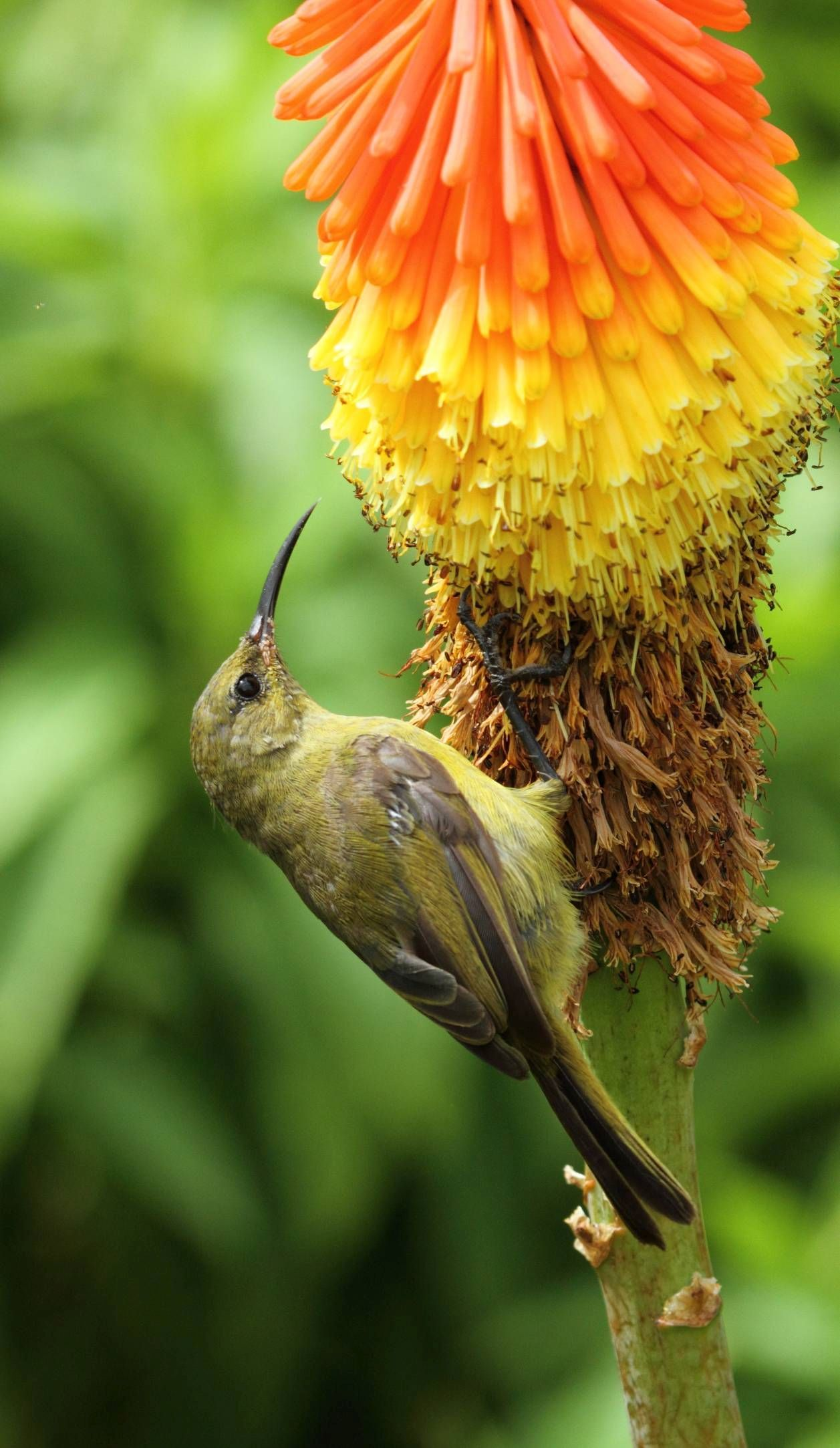
Samica

Długość ciała wynosi około 16,5 cm, w tym ogona 8,1 cm. Skrzydło mierzy 5,7 cm. U samca głowa, gardło i kark ciemne, wykazują zielononiebieski i fioletowy połysk. Pierś i górna część brzucha pomarańczowe. Dziób czarniawy, nieznacznie zagięty. Skrzydła brązowe, lotki posiadają żółte obrzeżenia chorągiewek zewnętrznych. Sterówki ubarwione podobnie jak lotki. Nogi ciemnoszare. Samica w większości szarozielona, na kuprze żółtawa. Jej dziób mierzy około 1,5 cm (krótszy niż samca), skok 1,6 cm.

## Zasięg występowania
Całkowity zasięg występowania (Extent of occurrence, EOO) szacowany na 177 000 km² i obejmuje południową część RPA. Środowisko życia stanowią zakrzewienia z roślinnością twardolistną.

## Pożywienie
Żywi się głównie nektarem roślin z rodzajów Protea, Erica, Leonotis, Mimetes oraz gatunków Liparia spherica, Lobostemon fructicosus, Tecoma capensis, Lobelia pinifolia oraz Watsonia tabularis. Prócz tego zjada małe bezkręgowce, jak muchówki i pająki.

## Lęgi
Sezon lęgowy jest zmienny w zależności od zasięgu, obejmuje wszystkie miesiące. Gniazdo buduje jedynie samica przez około 15–18 dni. Ma kształt owalny z bocznym wejściem. Budulec stanowią patyczki, wrzosy, miękkie włókna roślinne oraz pajęczyny jako spoiwo. Wyściółkę stanowi puch roślinny. W lęgu 1–2 jaja. Inkubacja trwa 13–16 dni. Wysiaduje jedynie samica. Młode opuszczają gniazdo po 14–22 dniach od wyklucia. Wracają do niego spać przez kolejne 5–15 dni.

## Status
IUCN uznaje nektarnika przylądkowego za gatunek najmniejszej troski (LC, Least Concern) nieprzerwanie od 1988 roku. Liczebność populacji nie została oszacowana, ale ptak ten opisywany jest jako pospolity. Trend liczebności populacji uznawany jest za spadkowy ze względu na niszczenie jego siedlisk.